# Karlha Francesca Magliocco
Pour les articles homonymes, voir Magliocco.
Karlha Francesca Magliocco est une boxeuse vénézuélienne née le 3 août 1986.

## Carrière
Sa carrière amateur est principalement marquée par une médaille de bronze remportée aux Jeux panaméricains de Guadalajara en 2011 dans la catégorie poids mouches.

### Jeux olympiques
- Qualifié pour les Jeux de 2012, à Londres, Angleterre

### Jeux panaméricains
- Médaille de bronze en -52 kg en 2011 à Guadalajara, Mexique.